# 1896 Beer
1896 Beer (1971 UC1) là một tiểu hành tinh vành đai chính được phát hiện ngày 16 tháng 10 năm 1971 bởi Kohoutek, L. ở Bergedorf.